# Монастырь Липса

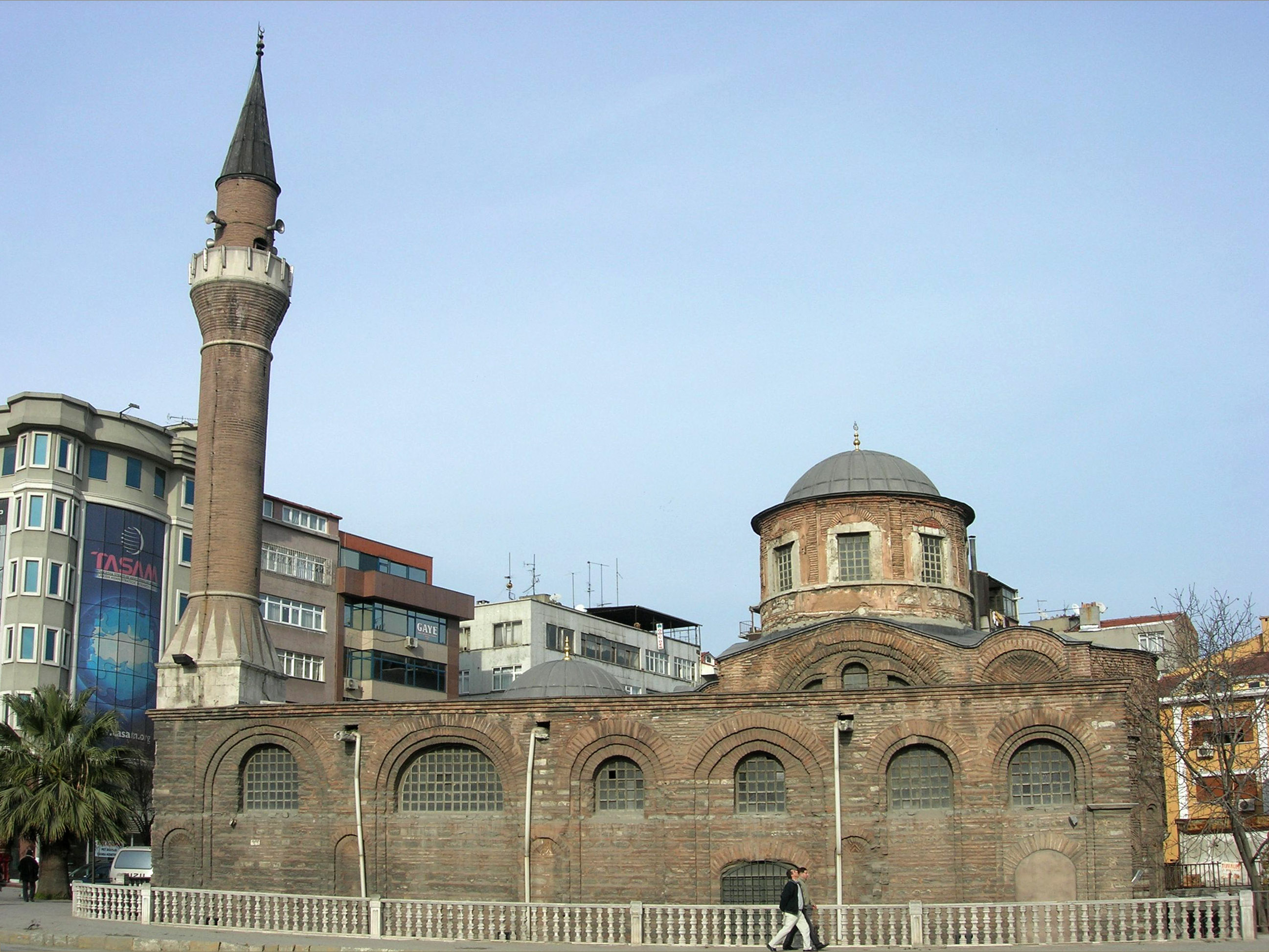
Южный вид мечети, бывшей церкви Святого Иоанна Крестителя, в 2007 году

Монастырь Ли́пса — женский монастырь, основанный около 908 года в Константинополе трудами друнгария Константина Липса. Вскоре после того была освящена в присутствии самого Льва Мудрого небольшая соборная церковь размерами 13 на 9,5 метров, с многогранной средней апсидой и двумя ярусами окон — тройных внизу и щелевидных выше. В целом, первоначальная архитектура храма весьма близка кафоликону Мирелейона. До разграбления крестоносцами в 1204 году в соборе хранились реликвии — оставшиеся в камне столпы апостола Павла и оправленная в золото глава апостола Филиппа.
Палеологи пристроили к монастырю церковь Иоанна Предтечи. Она была заложена с южной стороны монастыря Липса в Константинополе императрицей Феодорой — вдовой восстановителя империи Михаила VIII. В храме, прежде богато украшенном фресками и мозаиками, была погребена не только сама императрица, но и её сыновья — Константин и Андроник II, а также супруга последнего. Одно из последних захоронений принадлежит московской великой княжне Анне Васильевне, жене императора Иоанна VII. С точки зрения архитектуры церковь выделяется удлинённой на западный манер вимой и широким (370 см в диаметре) куполом. В течение XIV века церковь была расширена за счёт пристройки придела, паперти и больницы.
При султане Баязиде II (вероятно, в 1496 году) оба храма были объединены в мечеть Фенари́ Иса́. Здания горели в 1633 и 1918 годах, были реставрированы в 1980-х.

## Галерея

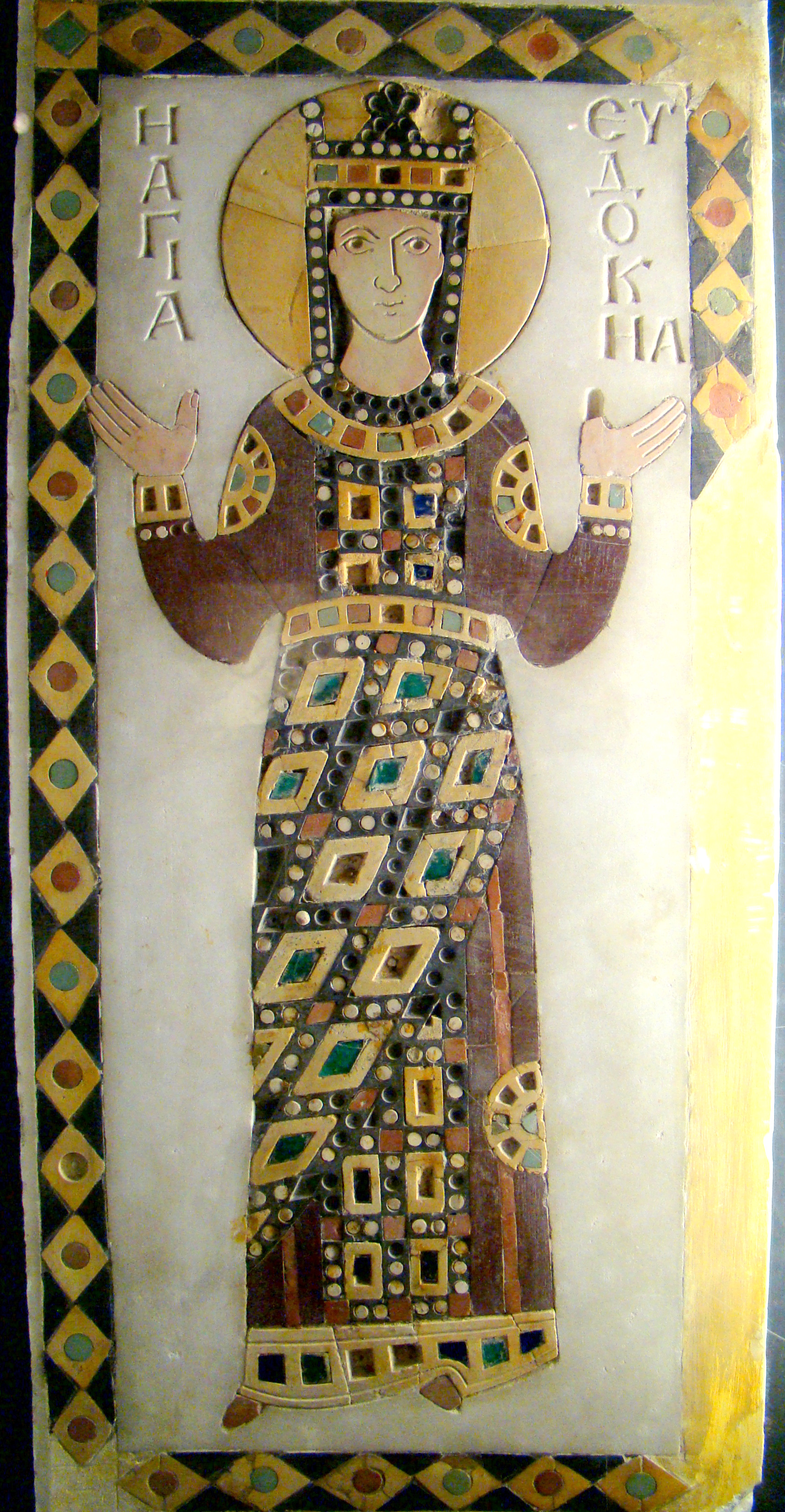
Цветной камень, декор на мрамор (штучная мозаика) с изображением императрицы Евдокии как святой, X или XI век, в настоящее время в Археологическом музее Стамбула.
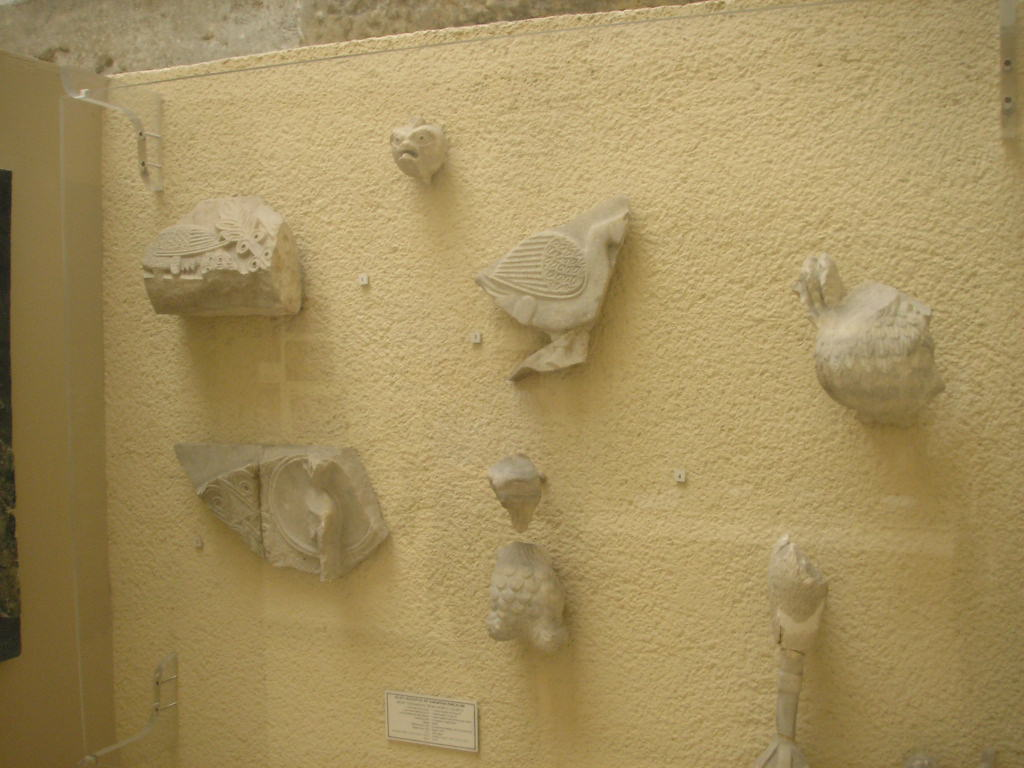
Византийские остатки от Северной Церкви (содержащиеся в Стамбульском Археологическом музее).
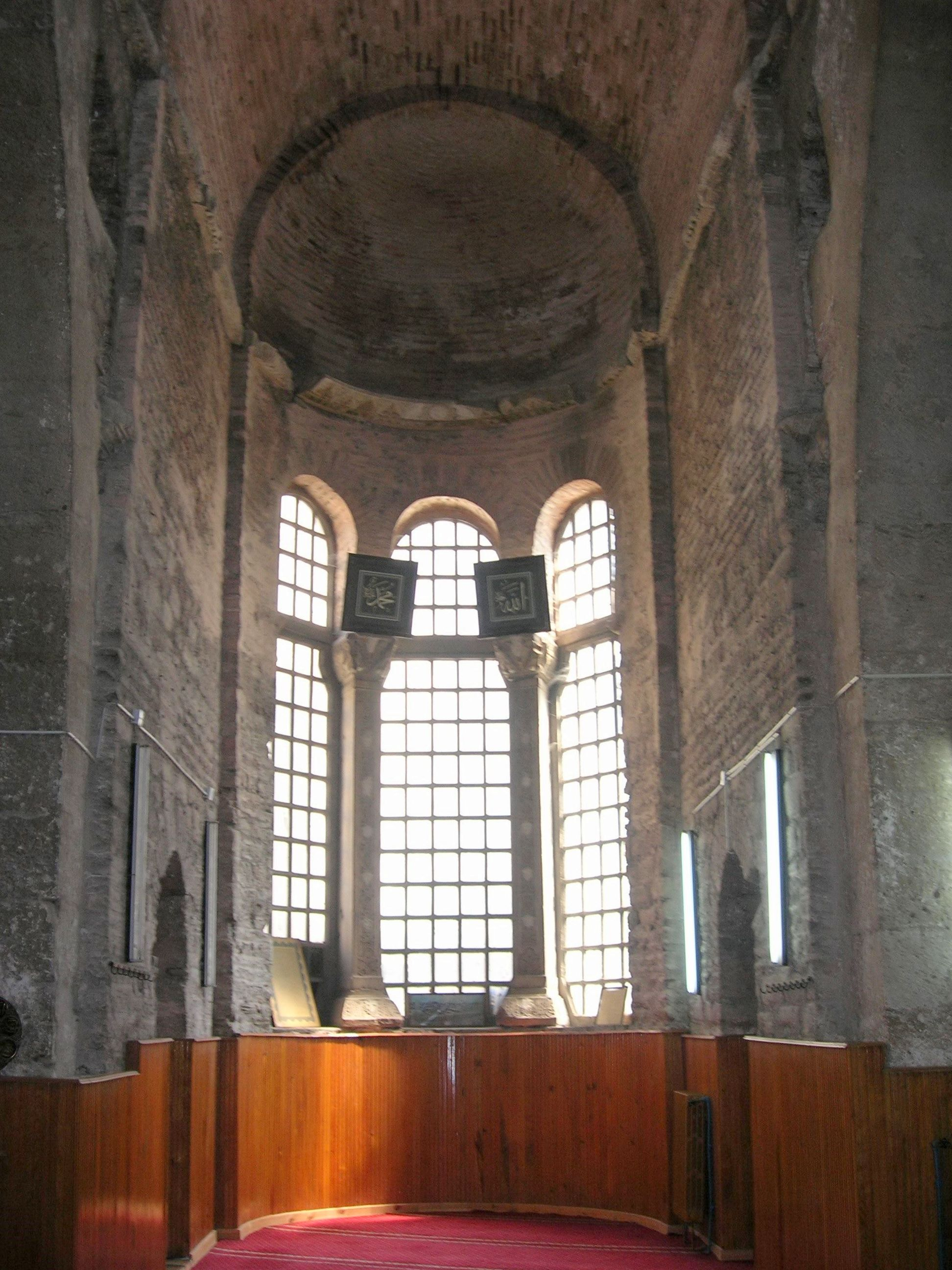
Интерьер Северной Церкви.
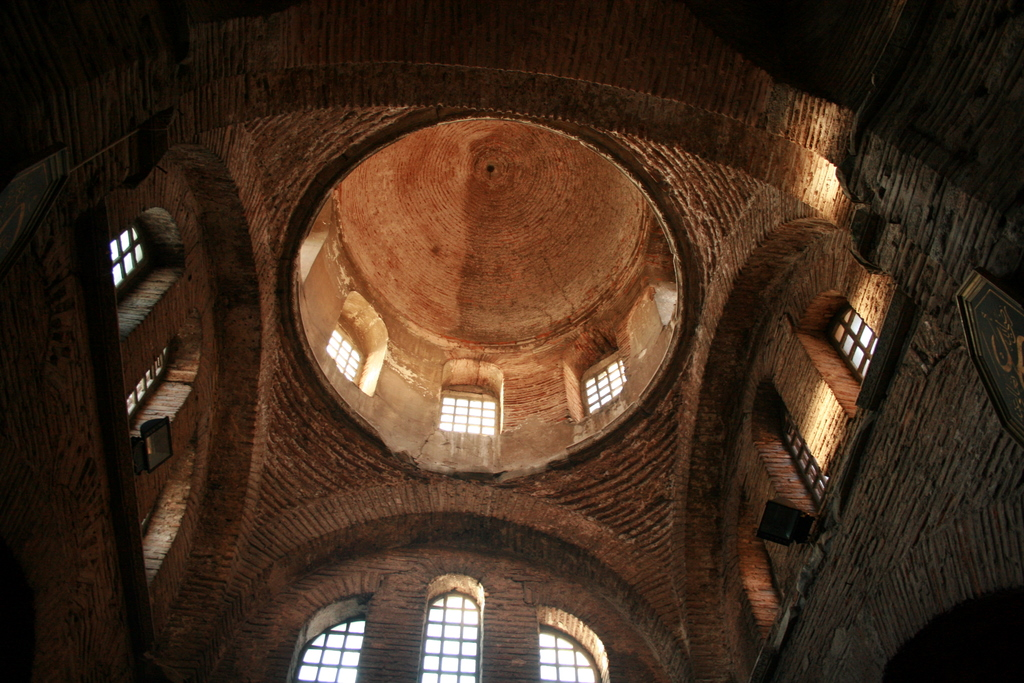
Купол Северной Церкви
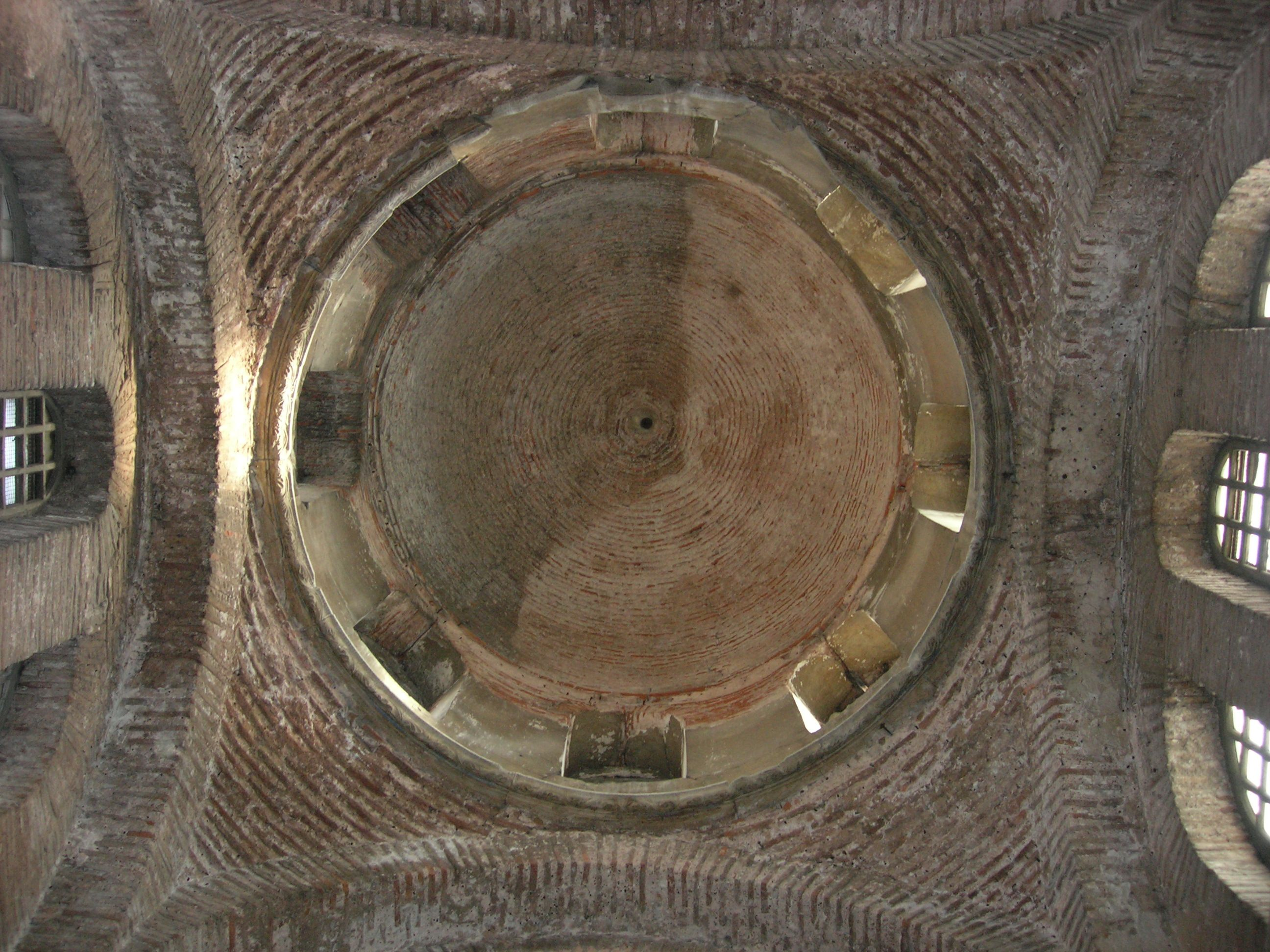
Купол Церкви Святого Иоанна Крестителя.